# Caracarà capgroc
El caracarà capgroc (Milvago chimachima) és una espècie d'ocell de la família dels falcònids (Falconidae) que habita sabanes, garrigues i terres de conreu, sovint a prop de l'aigua a Costa Rica i Panamà, i des de Colòmbia, Veneçuela, Trinitat i Guaiana cap al sud, a l'ample del Brasil i est del Perú fins a Bolívia, el Paraguai, Uruguai i nord de l'Argentina. El seu estat de conservació es considera de risc mínim.